# Mikolay család
Az Árpád-kori eredetű Mikolay család II. András király idejében tűnt fel, és későbbiekben is fontos szerepet töltött be az ország és Szatmár megye történetében.

## Története
A család első ismert őse Merc comes volt, kinek neve 1216-ban tűnt fel először az oklevelekben. Ekkor kapta hű szolgálataiért II. András királytól az oklevelekben 1348-ban Mykula néven említett birtokát, melyről később a család nevét is vette.
Merc comesnek, ki magát Zothmar comesnek is nevezte 3 fia volt: Micholay, Dezmér, vagy Dwsew és Fylpy.
A családból ismert még Mikola Dezmér fia, aki IV. Béla király mellett harcolt, s elesett a Frigyes elleni harcban, a Lajtánál.
1456. július 9-én V. László király a törökök elleni hadjárat során szerzett érdemeikért Mikolay Lászlónak és Györgynek valamint János, Miklós és Tamás nevű fiaiknak címeres levelet adományozott.
II. Ulászló király (1456–1516) idején a család birtokai előbb Tatárfalvával bővültek, majd 1500-ban ugyancsak II. Ulászló bizonyította a Báthory András által korábban elfoglalt Mikola, Csengersima és Szárazberek nevű falvakról, hogy azok Mikolay Mihály, Gergely, János és György nevű fiainak a birtoka.
1525, a mohácsi csata után a család ismertebb tagja volt Mikolay Ferenc, aki 1528-ban I. Ferdinánd pártján állt. Az uralkodótól ekkor kapta meg a bihari Hódost és Kovácsi pusztát, majd az 1530-as évek közepén már János király híveként tűnt fel, és ekkor kapott birtokrészeket Szamosberek és Sima településeken. Talán ugyanő volt ítélőmester is 1548-ban.
1574-ből ismertek Mikolay Ferenc, János, Mihály és Zsigmond, akik ekkor Mikola határában vám- és hídépítésre kaptak jogot.
1658-tól 1660-ig Mikolay András Szatmár megye alispánja volt.
1664-ben I. Lipót megerősítette a Mikolayakat birtokaikban.
1702–1710 között Mikolay György szatmári szolgabíró volt. 1717-ben a tatárok feldúlták a települést és elrabolták Mikolay Györgyöt feleségestől, gyermekestől. Bagossy László azonban a Borsai szoros-nál szétverte a tatárokat, és a többi fogollyal együtt ők is kiszabadultak.
1810-ben Mikolay György a település egyik birtokosaként volt említve, de a család birtokos volt itt még a 20. század elején is.